# Olympisch dorp

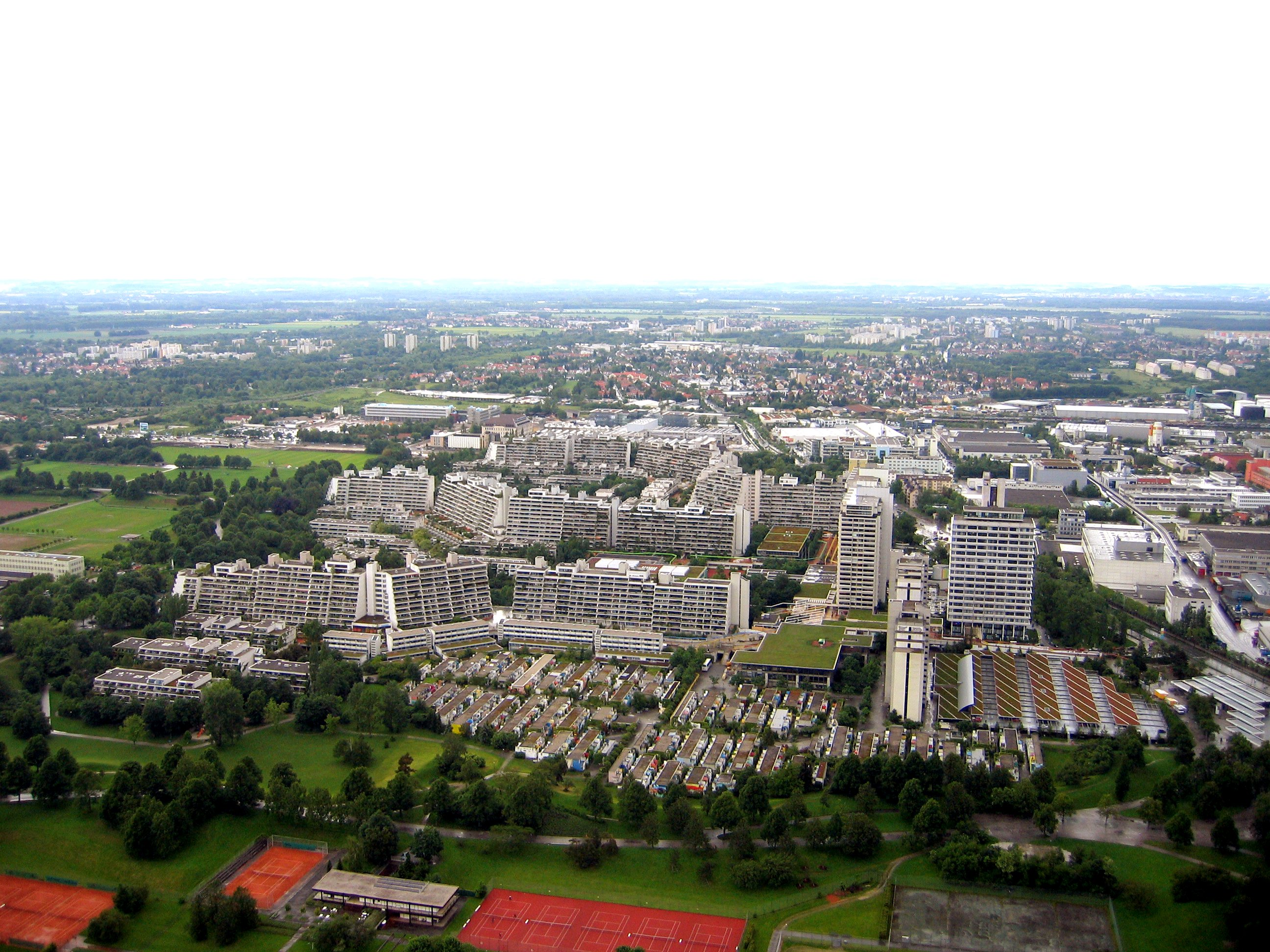
Het olympisch dorp van München, gebruikt tijdens de Zomerspelen van 1972

Een olympisch dorp is een gebied, waar tijdens de Olympische Spelen de sporters die aan die Spelen deelnemen worden ondergebracht. Het dorp is alleen toegankelijk voor de sporters, de officials, coaches en andere leden van de olympische ploegen die zich hebben ingeschreven. Het olympisch dorp staat dan ook onder zware beveiliging.
Ze kunnen er contacten opdoen met andere sporters en bijvoorbeeld gezamenlijk gaan eten. Er bevinden zich een eetzaal, winkelcentrum, medische faciliteiten en een recreatiegedeelte met een fitnessruimte en andere bezigheden. Ook is er een gedeelte dat alleen toegankelijk is voor het personeel.
In principe bevindt het olympisch dorp zich in de stad waar de Olympische Spelen gehouden worden. Vaak vinden er echter ook wedstrijden plaats op locaties buiten de eigenlijke stad. In dat geval worden er ook elders op kleinere schaal olympische dorpen geopend. Ook komt het voor dat sporters die deelnemen aan deze sportwedstrijden verblijven in hotels of appartementencomplexen in de buurt van de betreffende locaties. 

## Bloedbad van München
Tijdens de Olympische Zomerspelen van 1972 in München wisten leden van de terreurorganisatie Zwarte September als medewerkers van het olympisch dorp binnen te dringen in het dorp en de Israëlische ploeg te gijzelen. Alle elf gegijzelde Israëlische sporters en begeleiders kwamen tijdens het bloedbad van München om het leven.
- Gemeinsame Normdatei: 4343363-7